# NGC 559
NGC 559 ist ein offener Sternhaufen vom Typ II2p im Sternbild Kassiopeia am Nordsternhimmel. Er hat eine Winkelausdehnung von 7,0' und eine scheinbare Helligkeit von +9,5 mag. Der Haufen ist rund 4000 Lichtjahre vom Sonnensystem entfernt.
Im Englischen wird das Objekt auch Ghost’s Goblet („Geisterkelch“) genannt. Die Bezeichnung stammt von Stephen James O’Meara, da das Zentrum des Sternhaufens mit etwas Phantasie an einen juwelenbesetzten Kelch erinnert, der gerade dabei ist, auf geisterhafte Weise zu verschwinden. Den Eindruck des Verblassens führt O’Meara auf die geringe Helligkeit (etwa 12 mag) vieler Sterne im Zentrum zurück. Der bildhafte Name passe auch zum hohen Alter des Sternhaufens, das etwa 1,8 Milliarden Jahre beträgt.
Das Objekt wurde am 9. November 1787 von dem deutsch-britischen Astronomen Friedrich Wilhelm Herschel entdeckt.

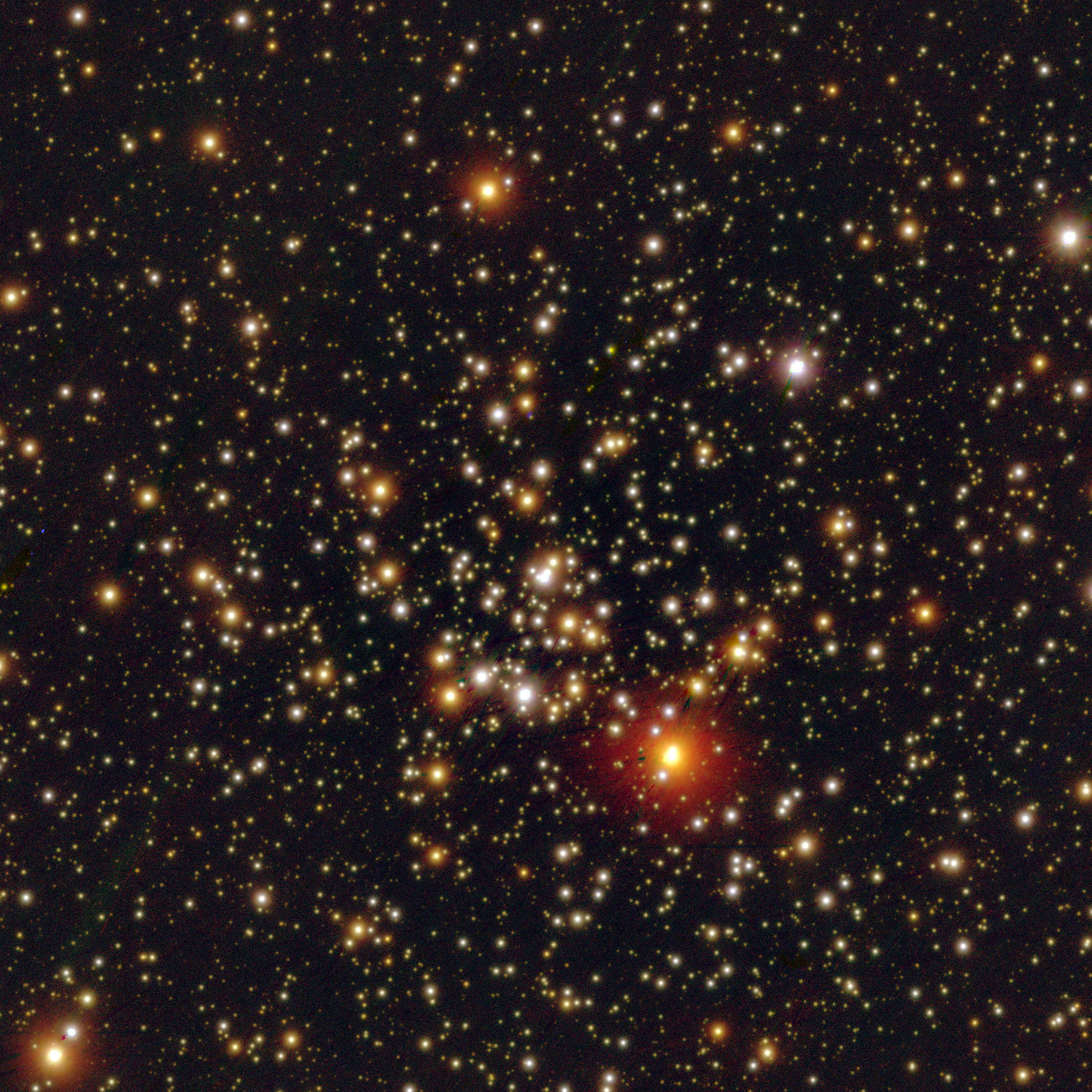
Pan-STARRS-Foto des Zentrums (2023)
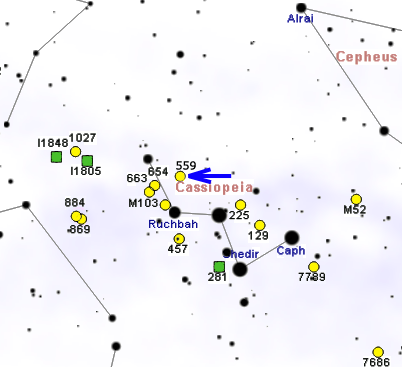
Lokalisierung